# Гінзерський Вадим Миколайович
Вадим Миколайович Гінзерський народився 08 березня 1987 року в селі Джулинка, Вінницької області. В 1991 році сім’я переїхала на Гайворонщину. Навчався в місцевій школі №2. Після закінчення дев'ятого класу здобував освіту за спеціальністю "Тракторист-машиніст сільськогосподарського виробництва" в Гайворонському професійному аграрному ліцеї.
Але його справжнім покликанням стало служіння Україні. Протягом 2005-2007 років він проходив військову службу прикордонником, а з 2014 року брав участь в АТО, де за мужність та відданість був відзначений почесним нагрудним знаком "Ветеран війни". В період 2018-2021 років Вадим ніс службу в складі 28-ї окремої механізованої бригади імені Лицарів Зимового Походу, а з 2021 року - захищав цілісність держави в складі 57-ї окремої мотопіхотної бригади імені кошового отамана Костя Гордієнка.
26 травня 2022 року під час бойового зіткнення з противником неподалік н.п. Тошківське Луганської області гранатометник 2 механізованого взводу 2 механізованої роти військової частини А4395 Вадим Гінзерський загинув.